# Géographie de l'Antarctique
L'Antarctique est un continent situé autour du pôle Sud. Ses côtes marquent la limite sud des océans Atlantique, Indien et Pacifique. Toutes les terres situées au sud du parallèle 60° font partie de l'Antarctique.

## Généralités
| \| Les Pyrénées Océan Atlantique Océan Austral Mer de Weddell Mer de Ross Océan Austral Mont Vinson Terre de la Reine-Maud Terre de Wilkes Terre d'Enderby Terre Victoria Terre Marie-Byrd Péninsule Antarctique Amundsen-Scott Concordia Vostok \| |
| Les Pyrénées Océan Atlantique Océan Austral Mer de Weddell Mer de Ross Océan Austral Mont Vinson Terre de la Reine-Maud Terre de Wilkes Terre d'Enderby Terre Victoria Terre Marie-Byrd Péninsule Antarctique Amundsen-Scott Concordia Vostok       |

L'Antarctique est composé principalement d'une grande île aussi appelée Antarctique et d'un ensemble de petites îles.

### Situation
L'Antarctique est entouré par les trois grands océans (Atlantique, Indien et Pacifique). Il est recouvert par une banquise d'épaisseur et d'étendue variables en fonction de la saison, mais qui peut dépasser le 60e parallèle au printemps austral.
Les navigateurs à la recherche du continent austral ont donc d'abord rencontré les îles (cf. liste des îles de l'Antarctique) libres de glace pendant la plus grande partie de l'année, comme :
- l'île Bouvet ;
- la Géorgie du Sud ;
- les îles Sandwich du Sud ;
- les îles Shetland du Sud ;
- les îles Orcades du Sud.

### Relief

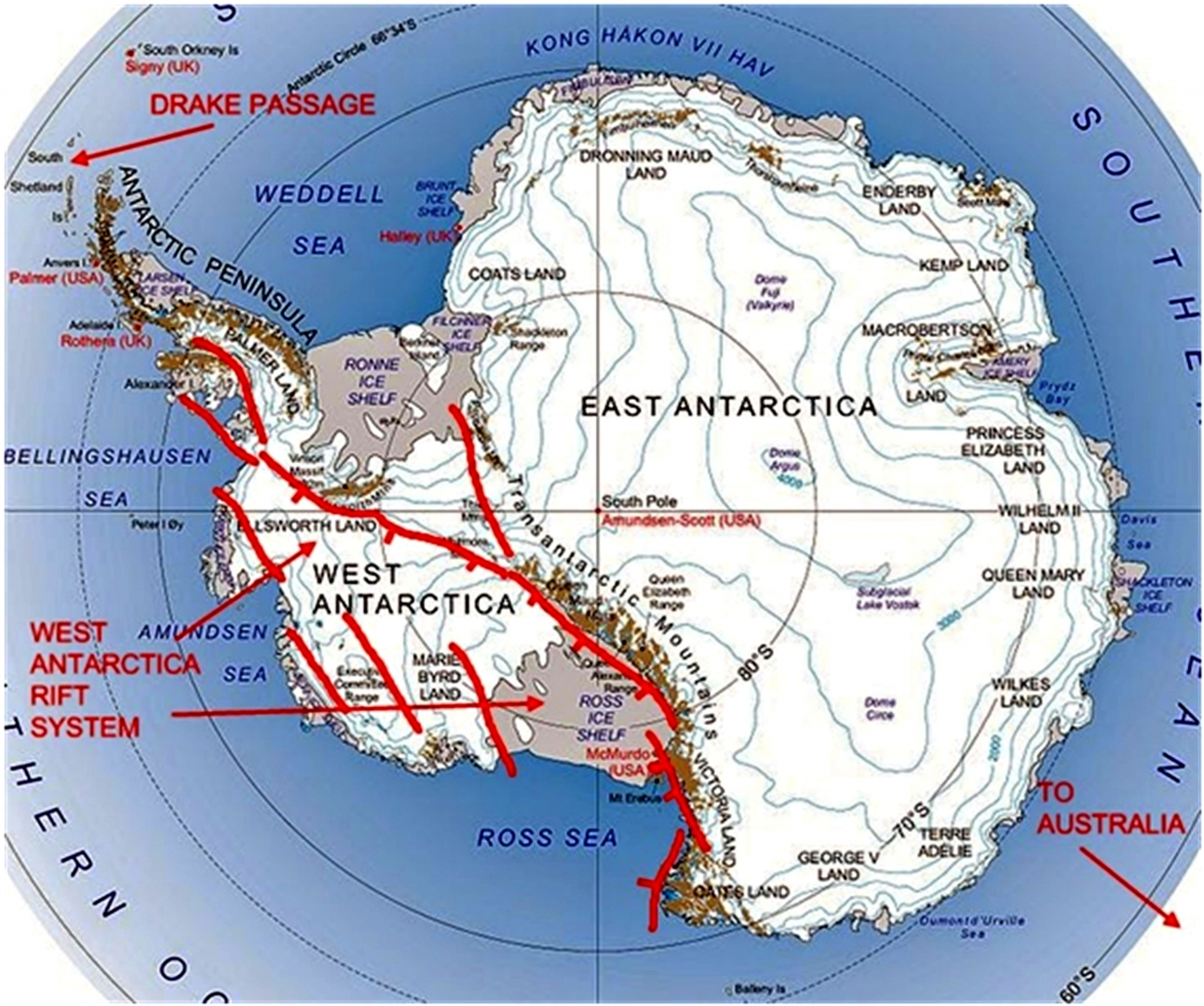
Relief de l’Antarctique et rifts de l'ouest du continent.

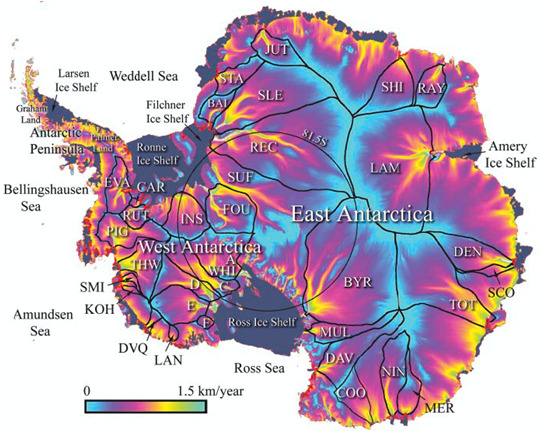
Déplacement des glaciers.

L'Antarctique est coupé en deux parties inégales par les monts Transantarctiques, chaîne de montagne de 3 500 kilomètres de long, 250 km de largeur et une altitude moyenne de 2 500 m, formant une courbe en « S » depuis la côte de la mer de Weddell (face à l’île Berkner) jusqu'à la côte de l'océan Austral face aux îles Balleny. Ces monts bordent la barrière de Ross sur près de 1 000 kilomètres ; c'est là que se trouvent les plus hauts sommets (en s'éloignant du pôle Sud) :
- le mont Vinson, 4 897 mètres (le plus haut du continent)[1] ;
- le mont Kirkpatrick, 4 528 m[1] ;
- le mont Markham, 4 351 m ;
- le mont Fridtjof Nansen, 4 069 m.

Cependant, le point culminant de l'Antarctique se trouve dans les monts Ellsworth, au massif Vinson à 4 897 mètres ; ces monts dominent la partie la plus occidentale de la mer de Weddell (barrière de Filchner-Ronne).
La partie du continent délimitée par les monts Transantarctiques et qui fait face aux océans Atlantique et Indien est appelée Antarctique oriental. Elle forme un plateau d'environ 10 millions de kilomètres carrés, recouvert d'une importante couche de glace : celle-ci atteint ainsi une altitude maximale de 4 030 mètres à proximité du centre de ce plateau, alors que le soubassement rocheux ne dépasse guère les 1 000 m.
L'autre partie du continent est appelée Antarctique occidental ; elle comprend la terre Marie Byrd, la terre d’Ellsworth et la péninsule Antarctique, dont la partie la plus large est la terre de Palmer, alors que son étroite extrémité nord constitue la terre de Graham.
C'est dans la péninsule Antarctique que se trouvent la plupart des zones non glacées du continent, où affleure la roche. Cette péninsule est environnée de nombreuses îles, dont la plus grande île de l'Antarctique, l’île Alexandre-Ier (49 070 km2), qui borde à l'ouest la terre de Palmer ; reliée au continent par une étendue glacée (le détroit de George-V), cette île fut appelée terre Alexandre-Ier jusqu'à la mise en évidence de son insularité.
L'inlandsis, qui recouvre la majeure partie des terres, s'étend localement sur la mer en barrières de glace permanentes, comme les barrières de Ronne et de Filchner sur la mer de Weddell (à l'est de la péninsule Antarctique), ou la barrière de Ross sur la mer de Ross ; ces barrières de glace flottante se confondent presque avec la partie continentale glacée sur l'image de gauche (ci-dessus), mais ressortent en bleu-vert sur l'image de droite.
| Couche de glace de l'Antarctique oriental   | 26 039 200 km3 |
| Couche de glace de l'Antarctique occidental | 3 262 000 km3  |
| Péninsule Antarctique                       | 227 100 km3    |

Le volume des glaces qui recouvre le continent Antarctique approche les 30 000 000 km3, ce qui correspond à une épaisseur moyenne de l'inlandsis supérieure à 2 000 mètres.
L’altitude moyenne calculée au-dessus du niveau de la glace étant voisine de 2 300 mètres, l’altitude moyenne du continent (le soubassement rocheux) ne dépasse donc pas quelques centaines de mètres, ceci même sans comptabiliser les régions « continentales » dont l’altitude est inférieure au niveau de la mer (comme la fosse subglaciale de Bentley, en Antarctique oriental, dont le point le plus bas se trouve à 2 499 mètres au-dessous du niveau de la mer).
Cependant, ces altitudes doivent être relativisées par l'enfoncement très important du socle que provoque l'énorme poids de glace pesant sur lui. Si le continent se trouvait libéré des glaces par une déglaciation, il remonterait de plusieurs centaines de mètres dans un rebond post-glaciaire tel que connaissent encore aujourd'hui le nord des continents européens et américains.
L’Antarctique comporte également de nombreuses étendues d’eau subglaciaires, dont la plus grande est le lac Vostok, avec une superficie de 14 000 km2. Les forages dans cette région ont permis de mesurer l'épaisseur de la calotte de glace qui est de 3,6 km.

#### Magnétisme

Le Pôle Sud magnétique (en rouge) entre 1914 et 2008.

En Antarctique est situé le pôle Sud, mais aussi le pôle Sud magnétique, qui n'a pas d'emplacement fixe.

### Climat

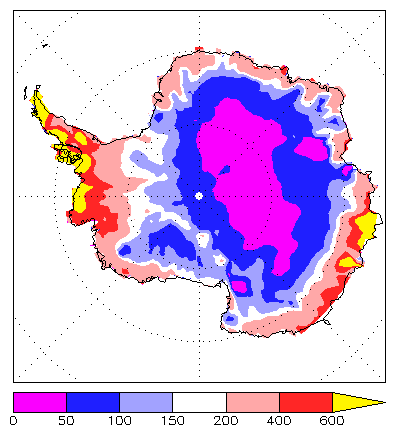
Précipitations en mm/an.

Le continent antarctique détient le record de la température la plus basse du monde avec −93,2 °C, température qui a officiellement été relevée le 10 août 2010 sur le plateau Est de l’Antarctique, à proximité de Dome Argus et Dome Fuji. La température a été relevée lors d’une nuit dégagée en plein hiver. Ce nouveau record bat le précédent : −89,2 °C le 21 juillet 1983 à Vostok (base de l’armée russe), sur le même plateau.
- pendant l'hiver austral, la température peut atteindre −70 °C dans les terres et −35 °C sur les côtes ;
- en été, la température varie entre −35 °C dans les terres et 3 °C sur les côtes.

L'inlandsis qui recouvre la quasi-totalité de la superficie du continent, atteint plus de 4 500 mètres d'épaisseur par endroits ; elle constitue 90 % de l'eau douce du globe.
Malgré toute la neige et la glace qui recouvrent l'Antarctique, une partie importante du continent, dont les précipitations annuelles sont inférieures à 50 mm, peut être assimilée à un désert.
En tant que zone géographique au climat polaire, l'Antarctique est ainsi peu propice à la vie et aux activités humaines.

## Sources
- Ivanov, L. General Geography and History of Livingston Island. In: Bulgarian Antarctic Research: A Synthesis. Eds. C. Pimpirev and N. Chipev. Sofia: St. Kliment Ohridski University Press, 2015. pp. 17-28.  (ISBN 978-954-07-3939-7)